# Eric Knight
Eric Knight, angleški pisatelj, * 10. april 1897, † 15. januar 1943. 
Imel je težko otroštvo. Zgodaj je izgubil očeta, mati pa je odšla po zaposlitev v Rusijo. Tako da je živel pri sorodnikih. Pri dvanajstih je zaključil šolanje in se je zaposlil v tovarni, a je še dalje v prostem času bral in se učil. Pred začetkom prve svetovne vojne je odšel v Ameriko, kjer je nadaljeval šolanje. Bil je vpoklican v vojsko in se je štiri leta bojeval v Franciji. Po vojni je bil gledališki kritik, nato pa je odšel v Hollywood, kjer je pisal scenarije. Med vojnama je napisal veliko knjig. Umrl je kot major ameriške vojske v letalski nesreči v današnjem Surinamu. Znan je po svoji knjig  Lassie se vrača (Lassie Come-Home).  